# Elecciones al Parlamento Europeo de 1979 (Irlanda)
En las elecciones al Parlamento Europeo de 1979 en Irlanda, celebradas en junio, se escogió a los 15 representantes de dicho país para la primera legislatura del Parlamento Europeo.

## Resultados
| Datos de participación | Datos de participación | Datos de participación |
| ---------------------- | ---------------------- | ---------------------- |
| Censo electoral        | 2.188.798              | 100%                   |
| Votantes               | 1.392.285              | 63,6                   |
| Abstención             |                        | 36,4                   |
| A candidatura          | 1.339.072              |                        |

| ← Elecciones al Parlamento Europeo de 1979 → |         |       |         |
| Partido                                      | Votos   | %     | Escaños |
| Fianna Fáil (FF)                             | 464.451 | 34,68 | 5       |
| Fine Gael (FG)                               | 443.652 | 33,13 | 4       |
| Partido Laborista Irlandés (ILP)             | 193.898 | 14,48 | 4       |
| Independientes (IND)                         | 189.499 | 14,15 | 2       |
| Sinn Féin Partido de los Trabajadores (SFWP) | 43.942  | 3,28  | 0       |
| CDI (CDI)                                    | 3.630   | 0,27  | 0       |